# Chloronia pallida
Chloronia pallida is een insect uit de familie Corydalidae, die tot de orde grootvleugeligen (Megaloptera) behoort. De soort komt voor in het westen van Mexico.